# Putrajaya
Putrajaya – miasto w Malezji, nowe centrum administracyjne tego kraju, położone na obszarze tzw. Superkorytarza Multimedialnego (Multimedia Super Corridor lub MSC). Jest ono trzecim, obok Kuala Lumpur i Labuan, terytorium federalnym Malezji. Obecnie miasto liczy około 68 tys. mieszkańców (2010).
Miasto zostało nazwane na cześć pierwszego premiera Malezji Tunku Abdula Rahmana Putry. Putra znaczy także po malajsku książę, a jaya oznacza doskonałość, sukces.
Putrajaya należała wcześniej do stanu Selangor. Rząd federalny rozpoczął negocjacje z tym stanem na temat utworzenia nowego terytorium federalnego. W połowie lat 90. XX wieku kupił od stanu Selangor za znaczącą sumę pieniędzy około 46 km², na których powstała właśnie Putrajaya. Po wytyczeniu nowych granic administracyjnych, stan Selangor ma od tego momentu na swoim terytorium dwie enklawy: Putrajayę i Kuala Lumpur.
Miasto, które powstało niedawno, ciągle się rozwija. W 2002 powstała szybkobieżna kolej KLIA Transit, która połączyła miasto z Kuala Lumpur oraz z międzynarodowym portem lotniczym w Sepang. W pobliżu powstało kolejne miasto o nazwie Cyberjaya.

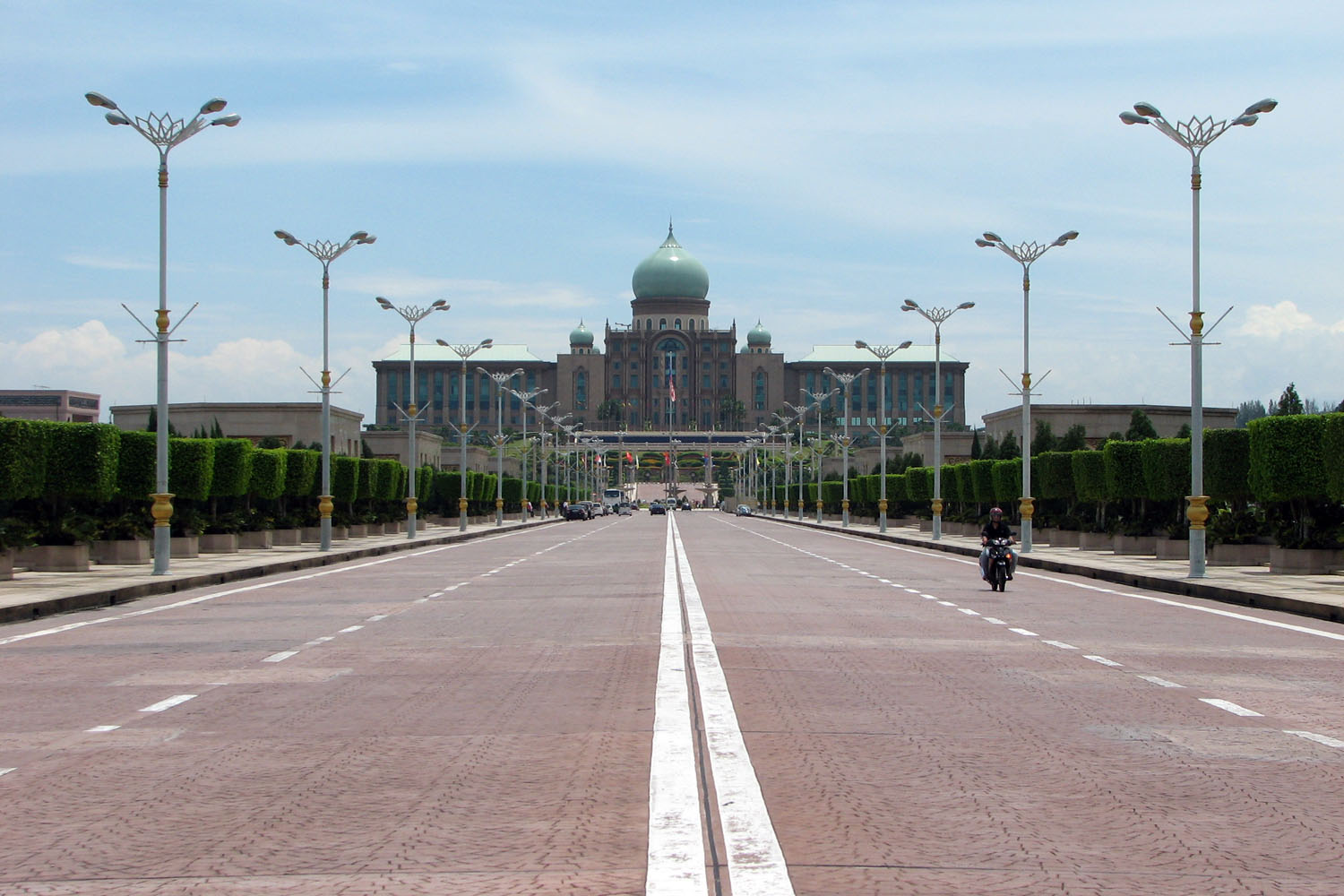
Siedziba premiera
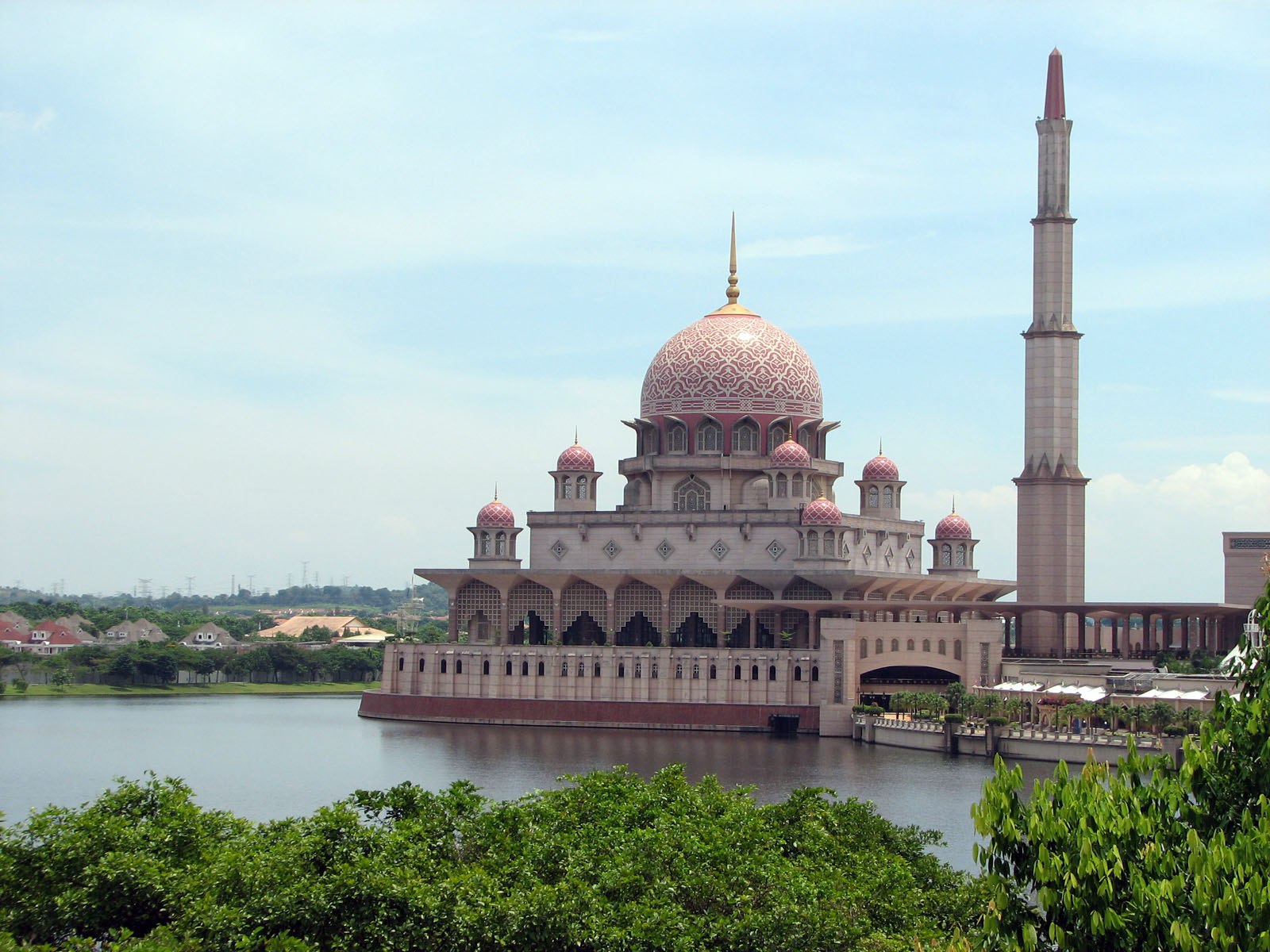
Meczet Putra
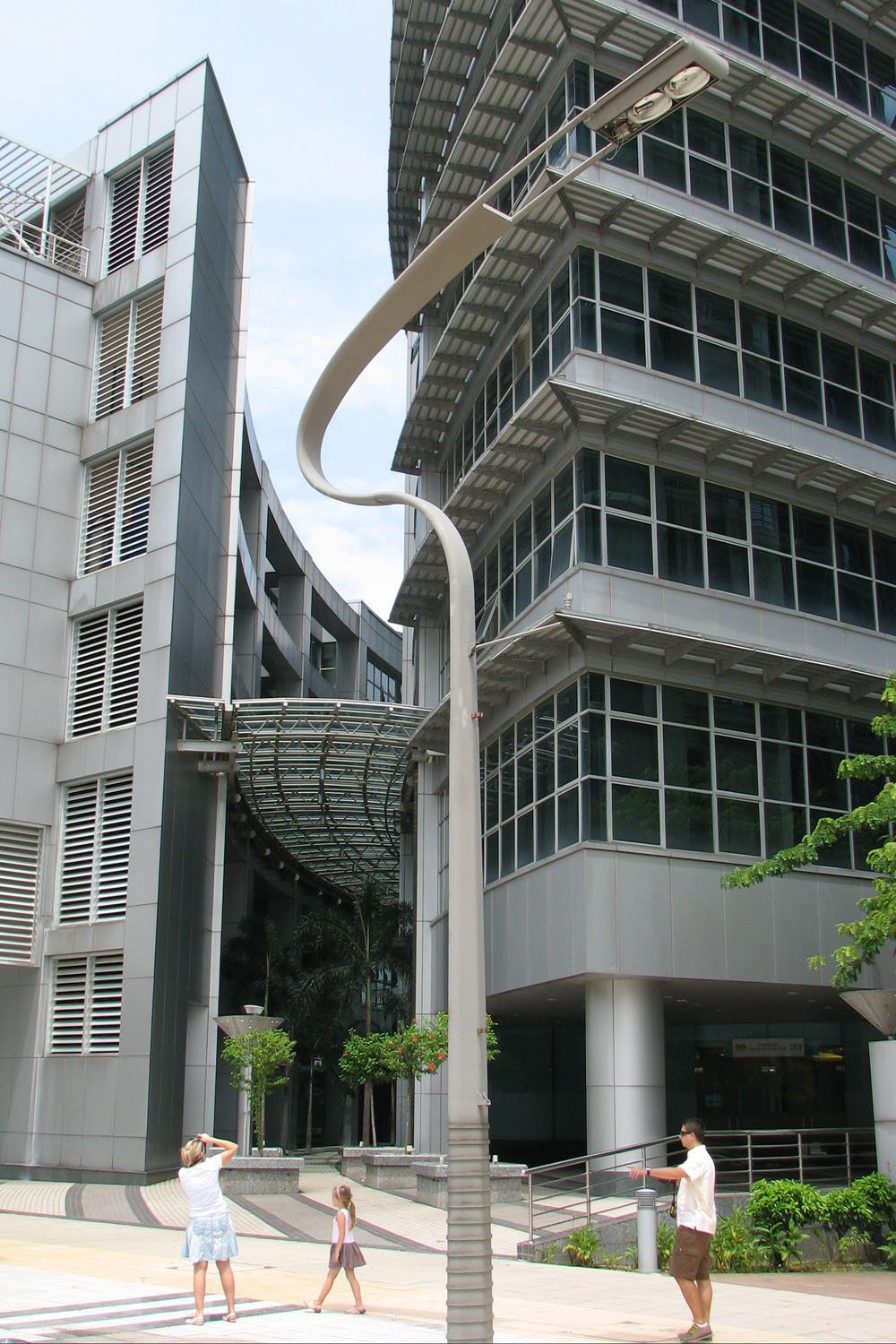
lampy